# David Rice Atchison
David Rice Atchison, född 11 augusti 1807 i Frogtown (numera Kirklevington, en stadsdel i Lexington), Kentucky, död 26 januari 1886 i Gower, Missouri, var en amerikansk politiker (demokrat). Han representerade delstaten Missouri i USA:s senat 1843-1855. Han var senatens tillförordnade talman (president pro tempore of the United States Senate) 1846-1849 och 1852-1854.
Atchison studerade juridik och inledde 1829 sin karriär som advokat i Liberty. Han utnämndes 1841 till en domarbefattning i Platte County, Missouri.
Senator Lewis F. Linn avled 1843 i ämbetet och efterträddes av Atchison. Det finns en legend om att Atchison var "president för en dag" i egenskap av senatens tf. talman. I slutet av James K. Polks mandatperiod som president uppstod en situation då Zachary Taylor vägrade att svära presidenteden på en söndag, något som berodde på hans religiösa syn på sabbatsbrott. Taylor valde att svära ämbetseden en dag senare och Atchison aldrig officiellt tog på sig presidentens uppgifter. Taylors vicepresident Millard Fillmore valde att svära sin ed samma dag som den tillträdande presidenten. Atchison berättade senare att kollegan Willie Person Mangum skämtade till honom om presidentskapet och om att i så fall bli utnämnd till Atchisons utrikesminister. Atchison tyckte om att skämta att hans regering hade varit den ärligaste i USA:s historia.
Atchison profilerade sig som slaveriförespråkare. Han efterträddes 1855 som senator av James S. Green.
Atchison var presbyterian och frimurare. Hans grav finns på Greenlawn Cemetery i Plattsburg. Det finns ett Atchison County i två delstater, ett i Kansas och ett i Missouri. Båda har fått sina namn efter David Rice Atchison.